# Dryobalanops aromatica
Dryobalanops aromatica är en tvåhjärtbladig växtart som beskrevs av Gaertn. f.. Dryobalanops aromatica ingår i släktet Dryobalanops och familjen Dipterocarpaceae. IUCN kategoriserar arten globalt som akut hotad. Inga underarter finns listade i Catalogue of Life.

## Bildgalleri

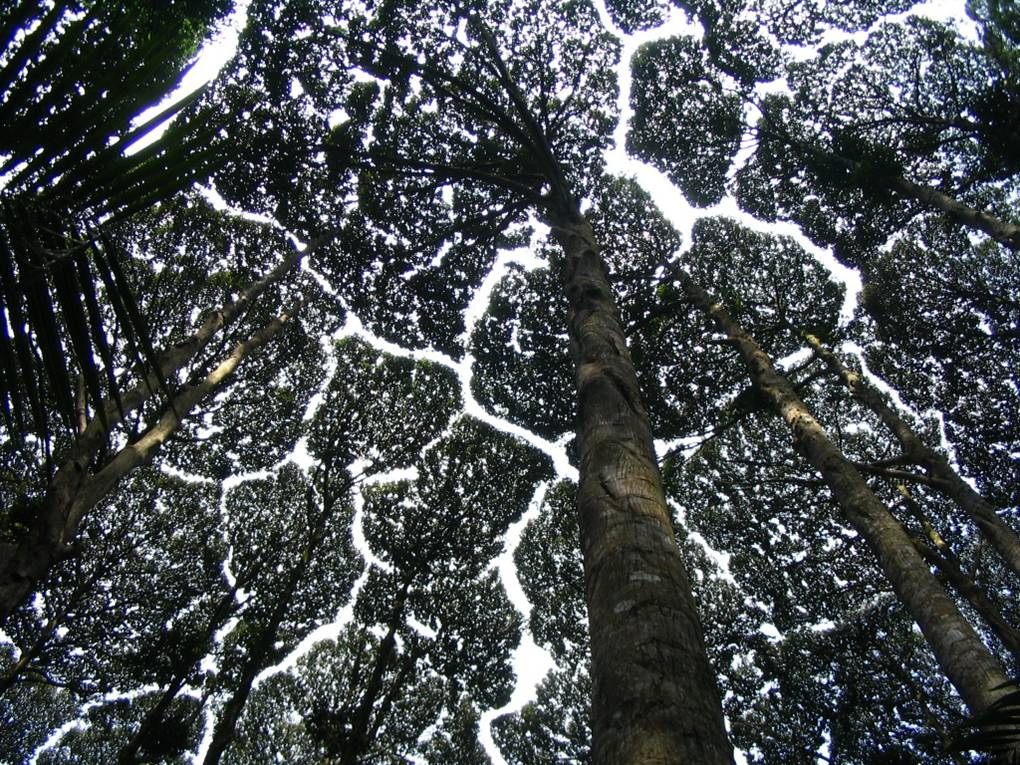
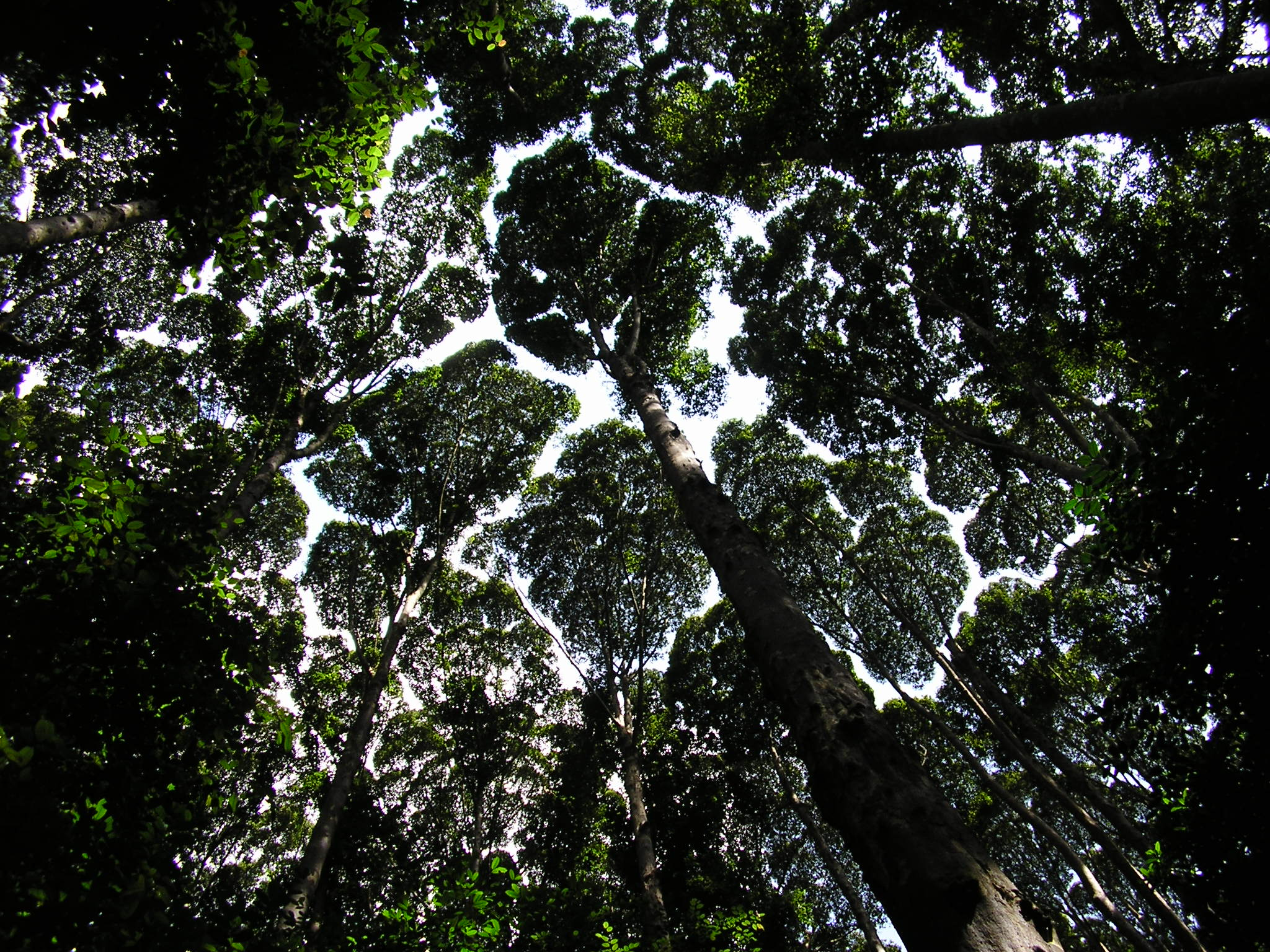